# Dasychira magnalia
Dasychira magnalia är en fjärilsart som beskrevs av Swinhoe 1903. Dasychira magnalia ingår i släktet Dasychira och familjen tofsspinnare. Inga underarter finns listade i Catalogue of Life.